# DCIM
Pour les articles homonymes, voir DCIM (homonymie).
Ne doit pas être confondu avec Data Center Infrastructure Management.
| Sigles de 2 caractères   |
| Sigles de 3 caractères   |
| ► Sigles de 4 caractères |
| Sigles de 5 caractères   |
| Sigles de 6 caractères   |
| Sigles de 7 caractères   |
| Sigles de 8 caractères   |

Le sigle de quatre lettres DCIM est issu de l'anglais Digital Camera IMages.
Il s'agit d'un  répertoire nommé DCIM dans le système de fichiers d'un appareil photographique numérique (APN) ou encore d'un smartphone.

## Composition
Le répertoire DCIM contient habituellement plusieurs sous-répertoires dont les noms ont le format 123ABCDE où :
- les 3 premiers caractères constituent un numéro unique (variant de 100 à 999) ;
- les 5 caractères alphanumériques, qui peuvent être arbitrairement choisis, font dans la plupart des cas référence au fabricant de l'appareil photographique numérique (par exemple DCIM/100NIKON).

Chacun des répertoires contient des fichiers nommés :
- de manière générique par "ABCD1234.JPG" (un standard de l'industrie de l'image numérique);
- avec 4 caractères alphanumériques (souvent "IMG_", ou encore "DSC"),
- suivis par un numéro d'image;
- l'extension de fichier est:
  - JPG pour les fichiers de type Exif (Exchangeable image file format)
  - ou THM pour:
    - les fichiers Exif qui représentent une image miniature (THM pour le mot anglais THuMbnails correspondant à image miniature),
    - ou des fichiers autres que JPG;

  - d'autres format de fichiers utilisent des extensions différentes.

Si plusieurs fichiers possèdent le même préfixe ("ABCD1234" par exemple), ils correspondent au même objet (de type DCF, Design rule for Camera File system). Par exemple ABCD1234.TIF est le fichier image, et ABCD1234.THM est son image miniature correspondante.

## Exemple pour un appareil photo numérique
Nous considérons ici un APN de type Nikon D40, dont les fichiers sont organisés selon la spécification précédente.
Si l'appareil formate la mémoire de stockage (par exemple une mémoire interne ou une carte amovible), alors la partition nommée NIKOND40 possède un sous-répertoire DCIM. Celui-ci contient un sous-répertoire 100NKD40 dans lequel les images sont enregistrées sous DSC_1234 avec 1234 le numéro séquentiel de la prise de photo.

## Exemple d'une arborescence de type DCF
Voici un exemple pour un répertoire de type DCF, et la structure des fichiers:
```
   
Répertoire racine

       DCIM (le répertoire)
           100ABCDE (le répertoire de type DCF)
               ABCD0001.JPG (un fichier DCF de base ou un fichier DCF optionnel)
               ABCD0002.JPG
               ABCD0003.TIF (un fichier DCF pour une image de type 
TIFF
, Tagged Image File Format)
               ABCD0003.THM (un fichier de type vignette for une image étendue; il n'y a pas de fichier ".THM" pour les images JPG)
               ABCD0004.WAV (ici, l'objet de type DCF n'est pas une image, mais un fichier de type sonore 
WAV
)
               ABCD0005.JPG
               ABCD0005.WAV (un objet de type DCF accompagnant l'image JPG du même nom)
               ...
               ABCD9999.JPG
               README.TXT (il est possible d'inclure des fichiers de noms choisis arbitrairement)
               ETC (il est possible d'inclure des répertoires de noms choisis arbitrairement, mais différent de fichier de type DCF)
           ...
           999ABCDE (un autre répertoire de type DCF)
               ABCD0001.JPG (un fichier DCF de base ou un fichier DCF optionnel)
               ... etc.
```